# Scintigrafia per la ricerca di sanguinamenti occulti
La scintigrafia per la ricerca di sanguinamenti occulti è una indagine diagnostica non invasiva di Medicina Nucleare che utilizza come radiofarmaco i globuli rossi marcati con tecnezio radioattivo (99mTc-RBC, red blood cells), alla quale vengono sottoposti i pazienti che presentino un sospetto di sanguinamento occulto ad origine nel tratto gastro-intestinale. Tale metodica consente infatti di valutare se esso sia attivo al momento dell'esame, la sua localizzazione ed una stima della sua entità. 
Per essere rilevabile da tale metodica, la perdita ematica deve essere almeno di 0.1-0.35 mL/min, sebbene altri autori pongano come limite inferiore il valore di 0,04 mL/min in modelli sperimentali animali, con una sensibilità del 93% ed una specificità del 95%.

## Radiofarmaci e dosi
La marcatura dei globuli rossi può avvenire in vitro, in vivo o in vivo modificata; nel primo caso, ove si raggiunge un'efficienza >95%, si prelevano 1-3 mL di sangue eparinato del paziente (10-15 U di eparina/mL), si aggiungono pirofosfato stannoso, acido citrico, citrato di sodio e destrosio ed infine 925 MBq di tecnezio radioattivo. Dopo circa 20 minuti di incubazione, si può somministrare il radiofarmaco così ottenuto al paziente per via endovenosa. Il vantaggio della marcatura in vitro rispetto a quella in vivo (efficienza del 90% circa) è quello di minimizzare la quota di tecnezio radioattivo libero che, passando nel lume intestinale, potrebbe creare dei falsi positivi. La marcatura in vivo consiste invece in due iniezioni distinte nel paziente: prima quella a base di pirofosfato stannoso e, a distanza di 20 minuti da questo, il tecnezio radioattivo. La tecnica in vivo modificata prevede l'iniezione di pirofosfato stannoso, seguita da un prelievo di sangue del paziente, che viene marcato con tecnezio radioattivo e quindi reiniettato nel paziente.
L'attività prevista da somministrare negli adulti è di 555-1110 MBq (15-30 mCi; 3.89-4.77 mSv) di 99mTc-RBC; le dosi pediatriche sono da calcolare in base all'EANM Pediatric Dosage Card, che prevede un minimo di 80 MBq (2.16 mCi, 0.56 mSv) per un paziente di 3 Kg di peso fino ad un massimo di 784 MBq (21.19 mCi, 5.49 mSv) per un peso massimo di 68 Kg.

## Preparazione del paziente
Pur non essendo obbligatorio (è possibile eseguire l'esame anche in urgenza), è tuttavia preferibile che il paziente sia a digiuno da alcune ore (non vi è in letteratura un'indicazione precisa in tale senso).

## Indicazioni diagnostiche
Sebbene le indagini endoscopiche siano gli esami di primo livello da eseguire nella ricerca della sede di un sanguinamento gastro-intestinale, nel caso esso si localizzi nel digiuno o nell'ileo, tali metodiche hanno un valore di accuratezza diagnostica limitato, in particolare nei casi acuti di sanguinamento. 
Un altro vantaggio della scintigrafia con globuli rossi marcati è la possibilità di acquisire immagini per circa 24 ore dal momento dell'iniezione del radiofarmaco, grazie all'emivita intravascolare del tecnezio radioattivo, che riveste particolare rilevanza nel caso di sanguinamenti intermittenti e non continui, dal momento che, allungando la finestra temporale di studio, aumenta la probabilità di osservare il paziente in fase di sanguinamento attivo.

## Procedura di esecuzione
Per le acquisizioni delle immagini il paziente è posizionato supino sul lettino di una gamma-camera a grande campo equipaggiata con collimatori LEHR (Low Energy High Resolution). In base al quesito diagnostico, può essere indicato effettuare uno studio dinamico, iniziando ad acquisire contemporaneamente all'iniezione del radiofarmaco, ottenendo il cosiddetto studio angio-scintigrafico, utile per valutare la presenza di lesioni ipervascolarizzate (varici, malformazioni vascolari) responsabili del sanguinamento. La durata di questa prima parte è di 60 secondi (1 frame/secondo) con una matrice di 64×64 o 128×128.
Successivamente vengono acquisite immagini statiche (durata 1-2 minuti, matrice 128×128) o dinamiche (30-60 secondi/frame, durata di 15-30 minuti, matrice 128×128) a intervalli di tempo variabili (per quanto riguarda le immagini statiche, da 15 minuti sino ad 1 immagine/ora). È consigliabile eseguire acquisizioni frequenti nei primi 60-90 minuti di osservazione, per identificare sanguinamenti di elevata entità e i pazienti a elevato rischio candidati all’intervento chirurgico in urgenza. Le acquisizioni possono essere prolungate sino alla 24ª nei casi in cui si sia ancora avvenuta la visualizzazione dell’emorragia o per confermare un’immagine dubbia. L'imaging ibrido con metodica SPECT/CT, ormai disponibile in molti centri, può aiutare nella localizzazione anatomica del sanguinamento.

## Interpretazione dell'esame

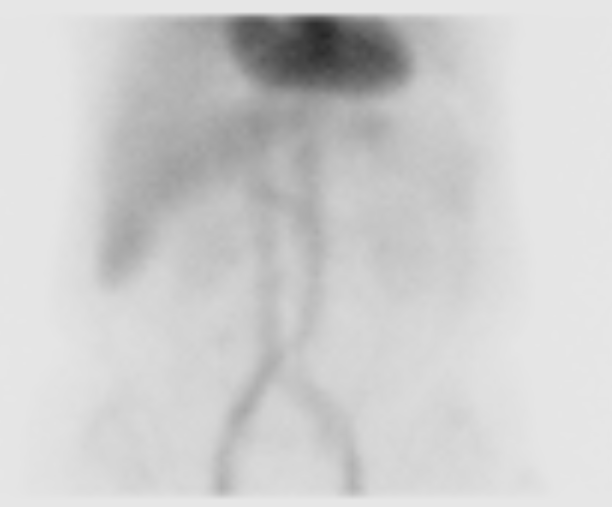
Immagini dell'addome di un paziente che è stato sottoposto ad una scintigrafia con eritrociti marcati per la ricerca di un sanguinamento occulto. In proiezione anteriore

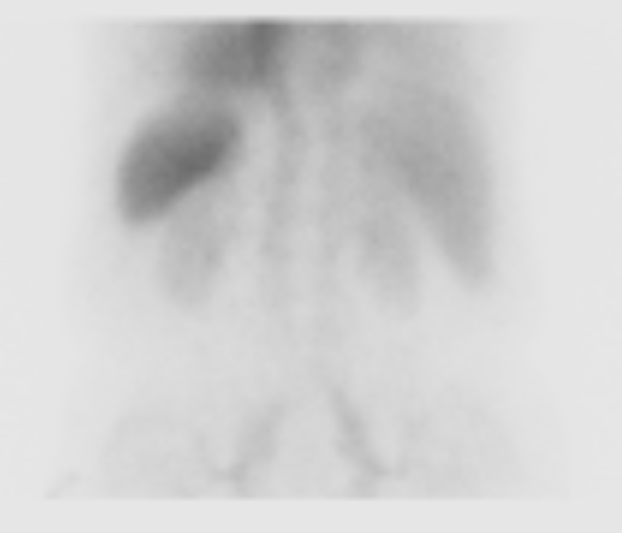
Immagini dell'addome di un paziente che è stato sottoposto ad una scintigrafia con eritrociti marcati per la ricerca di un sanguinamento occulto. In proiezione posteriore

L'interpretazione delle immagini è di tipo qualitativo; gli organi che si visualizzano fisiologicamente, in virtù della elevata vascolarizzazione che possiedono, sono il cuore, l'aorta addominale e le diramazioni iliache, il fegato, la milza ed i reni; la piccola quota di tecnezio radioattivo libero, come già citato, si localizza a livello gastrico e del sistema escretore urinario (calici, pelvi, ureteri e vescica).
Il sanguinamento è visualizzato come un accumulo focale del radiofarmaco in regione addominale che, con la peristalsi, tende a progredire in maniera anterograda lungo la cornice intestinale; talvolta può osservarsi un movimento retrogrado qualora la peristalsi sia alterata a causa dell'instaurarsi di una condizione di infiammazione a livello delle pareti intestinali, per la presenza del sangue stesso che agisce da agente irritativo. Nei casi di sanguinamenti di lieve entità e/o di peristalsi particolarmente vivace, la metodica può dare risultati falsamente negativi in quanto il sangue non riesce ad accumularsi in maniera sufficiente per essere visualizzato.

### Falsi positivi o errori di interpretazione[4]
- Splenosi
- Pseudocisti pancreatiche
- Dilatazione dell'aorta addominale
- Emangiomi epatici
- Miomi uterini o fisiologica attività endometriale durante la fase proliferativa del ciclo mestruale
- Malattie infiammatorie intestinali: M. di Crohn; ascesso diverticolare
- Neoplasie intestinali ipervascolarizzate
- Attività in sede peniena, che può mascherare un sanguinamento rettale, per la quale può essere indicata l'integrazione con un'acquisizione in proiezione laterale per meglio discriminare i due distretti.